# Yōsuke Hayashi
Yōsuke Hayashi (早矢仕 洋介?, Hayashi Yōsuke; ...) è un autore di videogiochi giapponese. È a capo del Team Ninja dal 2008, successore del fondatore Tomonobu Itagaki.

## Videogiochi
- Ninja Gaiden Sigma (2007) - game director e produttore associato
- Ninja Gaiden Dragon Sword (2008) - game director e produttore
- Ninja Gaiden Sigma 2 (2009) - game director
- Undead Knights (2009) - ringraziamenti speciali
- Metroid: Other M (2010) - game director e produttore
- Dead or Alive Dimensions (2011) - produttore
- Ninja Gaiden 3 (2012) - game director
- Dead or Alive 5 (2012) - produttore
- Ninja Gaiden 3: Razor's Edge (2012) - produttore
- Ninja Gaiden Sigma Plus (2012) - produttore
- Ninja Gaiden Sigma 2 Plus (2013) - produttore
- Dead or Alive 5 Plus (2013) - produttore
- Dead or Alive 5 Ultimate (2013) - produttore
- Dead or Alive 5 Ultimate: Core Fighters (2013) - produttore
- Dead or Alive 5 Ultimate: Arcade (2013) - produttore
- Yaiba: Ninja Gaiden Z (2014) - produttore
- Dead or Alive 5 Last Round (2014) - produttore